# Peruflaggkolibri
Peruflaggkolibri (Ocreatus peruanus) är en fågel i familjen kolibrier.

## Utseende
Hane peruflaggkolibri är en spektakulär fågel, med förlängda stjärtpennor försedda med spatlar längst ut och beigefärgade duntofsar vid benen. Fjäderdräkten i övrigt är gnistrande smaragdgrön. Honan känns igen på kort näbb, vit grönfjällig undersida, vita ansiktsteckningar och beigefärgade tussar vid låren som hos hanen. Den är mycket lik hona rostgumpad kolibri, men denna har vita "lår" och färre teckningar på strupen. I södra delen av utbredningsområdet kan den överlappa med boliviaflaggkolibrin, men hane peruflaggkolibri har raka centrala stjärtpennor som ej korsar varandra. Honan är däremot i stort sett identisk.

## Utbredning och systematik
Arten förekommer i östra Ecuador och nordöstra Peru. Den behandlas som monotypisk, det vill säga att den inte delas in i några underarter. Tidigare behandlades den som underart till Ocreatus underwoodii men urskiljs allt oftare som egen art.

## Levnadssätt
Peruflaggkolibrin hittas i bergsbelägen molnskog. Den ses födosöka vid små blommor i skogsbryn eller gläntor, men kan även ibland besöka kolibrimatningar.

## Status och hot
Internationella naturvårdsunionen IUCN erkänner inte ännu peruflaggkolibrin som egen art, varför dess hotstatus inte bedömts.